# Rezerwat przyrody „Dżerginskij”
Rezerwat przyrody „Dżerginskij” (ros. Государственный природный заповедник «Джергинский») – ścisły rezerwat przyrody (zapowiednik) w Buriacji w Rosji. Znajduje się w rejonie kurumkańskim, a jego obszar wynosi 2378,06 km². Rezerwat został utworzony decyzją rządu Federacji Rosyjskiej z dnia 14 sierpnia 1992 roku. Dyrekcja rezerwatu znajduje się w miejscowości Kurumkan.

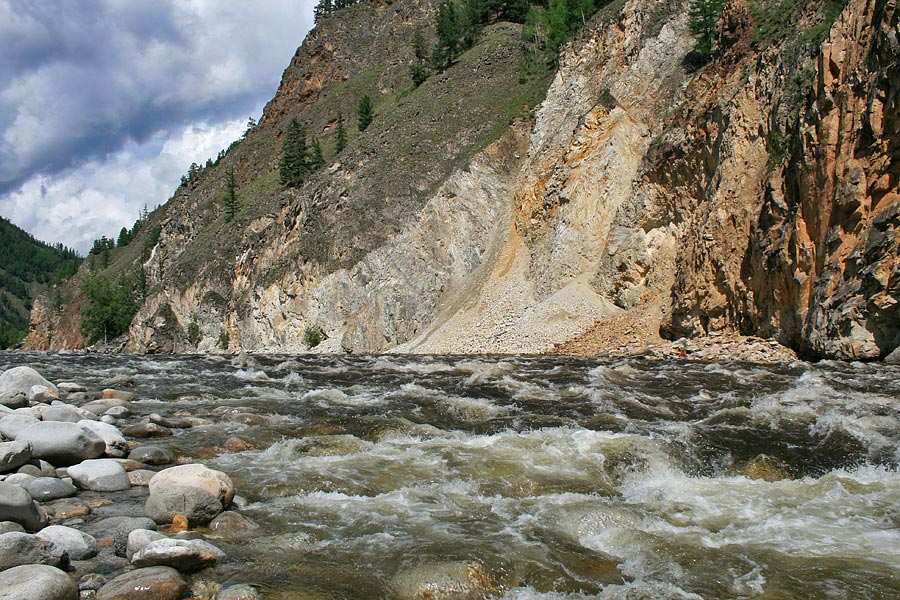
Rzeka Barguzin

## Opis
Rezerwat charakteryzuje się typowymi górskimi krajobrazami Zabajkala: wysokimi grzbietami oddzielonymi wąskimi i głębokimi dolinami rzecznymi, śladami działalności lodowcowej – rynnami, morenami. Znajduje się 100 km na wschód od jeziora Bajkał, w górnym biegu rzeki Barguzin (drugi co do wielkości dopływ Bajkału), na styku trzech dużych pasm górskich: Gór Barguzińskich (od zachodu), Południowomujskich (od północy) i Ikackich (od północnego wschodu i południowego zachodu). Inne duże rzeki oprócz Barguzin to m.in. Sieja, Dżerga, Kowyli. Znajdują się tu dość duże jeziora o charakterze alpejskim: Amut, Malan-Zurchen, Jakondykon, Balan-Tamur i Czurikto. Są też źródła mineralne.
Klimat jest kontynentalny. Najzimniejszym miesiącem roku (w górnym biegu rzeki Barguzin) jest styczeń (do -51 °C), najcieplejszym lipiec (do +35 °C).

## Flora
Ze względu na górski charakter rezerwatu roślinność ma tu układ piętrowy. Najniżej położona część rezerwatu to tajga, gdzie dominuje modrzew dahurski. Sa tu też niewielkie lasy sosnowe oraz w południowo-zachodniej części rezerwatu fragmenty stepu. W dolinach rzecznych rośnie świerk syberyjski. Wyżej występują zarośla sosny karłowej na przemian z brzozą z gatunku Betula lanata i brzozą karłowatą. Jeszcze wyżej znajdują się łąki subalpejskie i piętro turniowe.
Z rzadkich roślin występuje tu m.in.: różanecznik z gatunku Rhododendron redowskianum, mertensja z gatunku Mertensia serrulata, mącznica z gatunku Arctostaphylos alpina, karagana z gatunku Caragana jubata. 

## Fauna
Na terenie rezerwatu występuje 201 gatunków kręgowców: 6 gatunków ryb, 3 gatunki płazów, 4 gatunki gadów, 145 gatunków ptaków i 43 gatunki ssaków. Siedem gatunków znajduje się w Czerwonej księdze gatunków zagrożonych IUCN. 
Żyje tu m.in.: łoś euroazjatycki, jeleń szlachetny, piżmowiec syberyjski, sarna syberyjska, renifer tundrowy, niedźwiedź brunatny, ryś euroazjatycki, rosomak tundrowy, wilk szary, świstak czarnogłowy, polatucha syberyjska, soból tajgowy, gronostaj europejski, wydra europejska. Wśród ptaków występują m.in.: myszołów, bocian czarny, orzeł przedni, bielik, sokół wędrowny, pustułka zwyczajna, cietrzew zwyczajny, jastrząb.
Tutejsze akweny zamieszkuje m.in.: lenok, miętus pospolity, tajmień i lipień bajkalski.